# She's the Best Thing in It
She's the Best Thing in It è un film documentario del 2015 diretto da Ron Nyswaner.

## Trama
Il documentario segue la vita dell'attrice caratterista Mary Louise Wilson, concentrandosi particolarmente su una serie di master class che tenne in un liceo di New Orleans poco dopo l'uragano Katrina.

## Distribuzione
Il documentario ebbe la sua prima al DOC NYC il 14 novembre 2015.

## Riconoscimenti
- 2014 – Rhode Island International Film Festival
  - Miglior documentario per Ron Nyswaner
- 2015 – SXSW Film Festival
  - Candidatura al miglior documentario per Ron Nyswaner
- 2015 – Woodstock Film Festival
  - Miglior documentario per Ron Nyswaner